# Scala Naturae

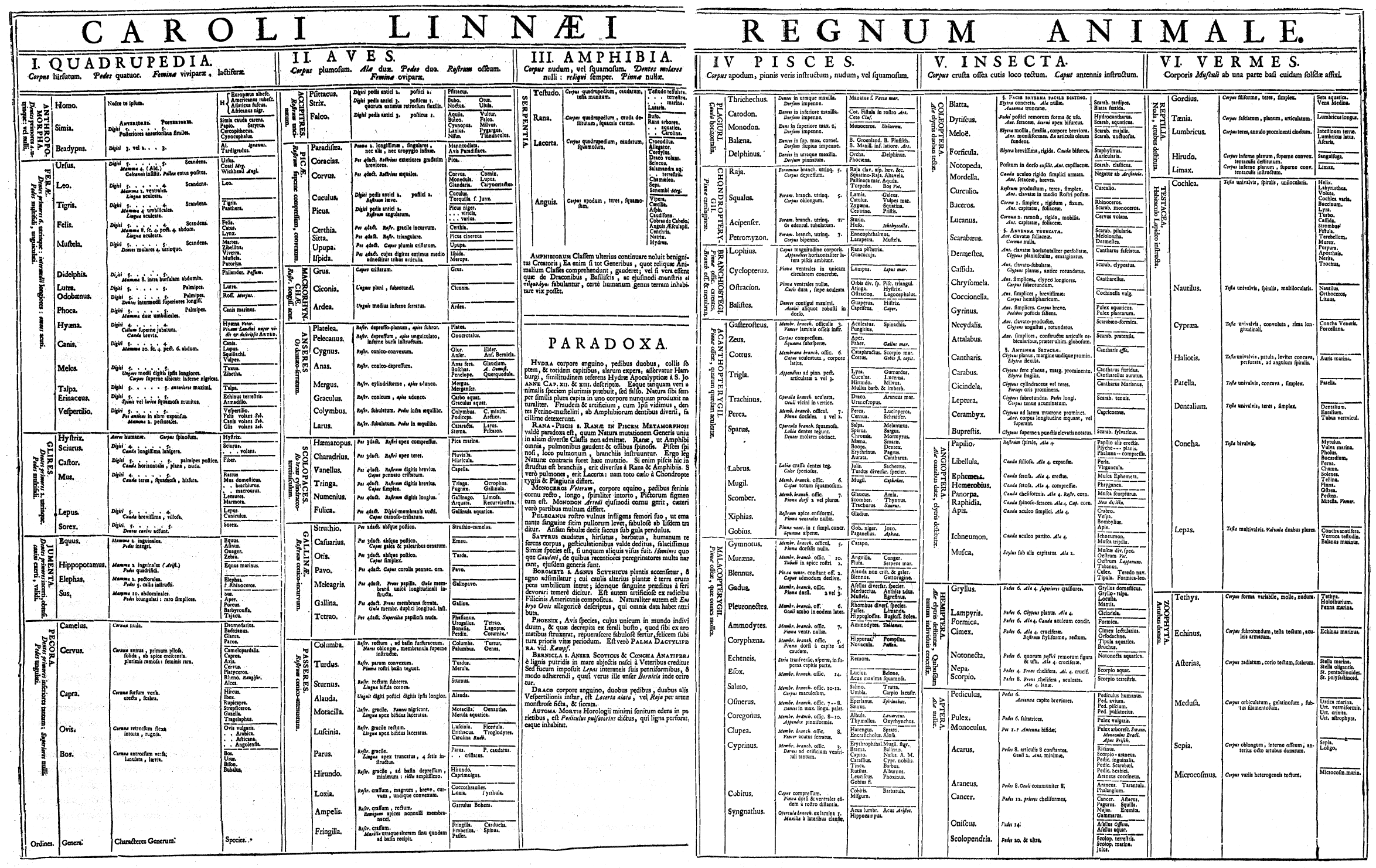
Regnum Animale, eller tabell över djurvärlden, från Carl von Linnés Systema Naturae (1735), i vilken djurvärlden rangordnas med däggdjuren högst och maskar m.m. lägst.

Scala Naturae eller varandets kedja är en tanke som innebär att allt i naturen kan arrangeras hierarkiskt i en kontinuerlig stege från det enklaste och mest lågtstående till det mest avancerade och (därmed) högststående. Begreppet har sitt ursprung i antiken, hos Aristoteles och Platon, och användes fram till 1700-talet inom den skolastiskt influerade biologin, som ett sätt att rangordna livsformer. Aristoteles utvecklade idén i sitt verk Historia Animalium, där han klassificerade djur baserat på deras funktioner och komplexitet. Konceptet förfinades senare under medeltiden av kristna tänkare som använde det som en modell för att beskriva Guds skapelse. Exempel: Thomas av Aquino, Isidor av Sevilla (Etymologiae), Dante Alighieri och Petrus Lombardus (Sententiae). I sitt verk De Consolatione Philosophiae (Filosofins tröst) reflekterar Boethius över ordningen i universum och människans plats i den.
Under denna period integrerades Scala Naturae med den kristna kosmologin, där Guddomen placerades i toppen av stegen, sedan följt av änglar, människor, djur, växter och mineraler.
Scala Naturae har en linjär hierarki som ofta visualiseras som en vertikal stege eller en kedja. 
- Gud och änglar är på den högsta nivån, som varande perfekta och eviga väsen.
- Människor upptar en central plats, som en brygga mellan det materiella och det andliga.
- Djur graderas efter intelligens och komplexitet, exempelvis från ryggradslösa djur till mer utvecklade ryggradsdjur.
- Växter rankas efter nytta och livskraft, med de mest produktiva eller välfungerande växterna högre upp i ordningen. Växter som "gillas" av människor får högre rank.
- Mineraler och andra icke-levande objekt utgör de lägre nivåerna, som basen för allt övrigt.

Varje kategori betraktades som strikt skild från de andra, med små “hack” mellan stegen som speglade den relativa fullkomligheten hos olika varelser. Dessutom sågs varje nivå som en naturlig utveckling av den föregående, vilket gav hierarkin en logisk progression. Detta kan jämföras med Julianus Apostatas ideer om Neoplatonistisk Hellenism om hur allt emanerar ur det Ena. 

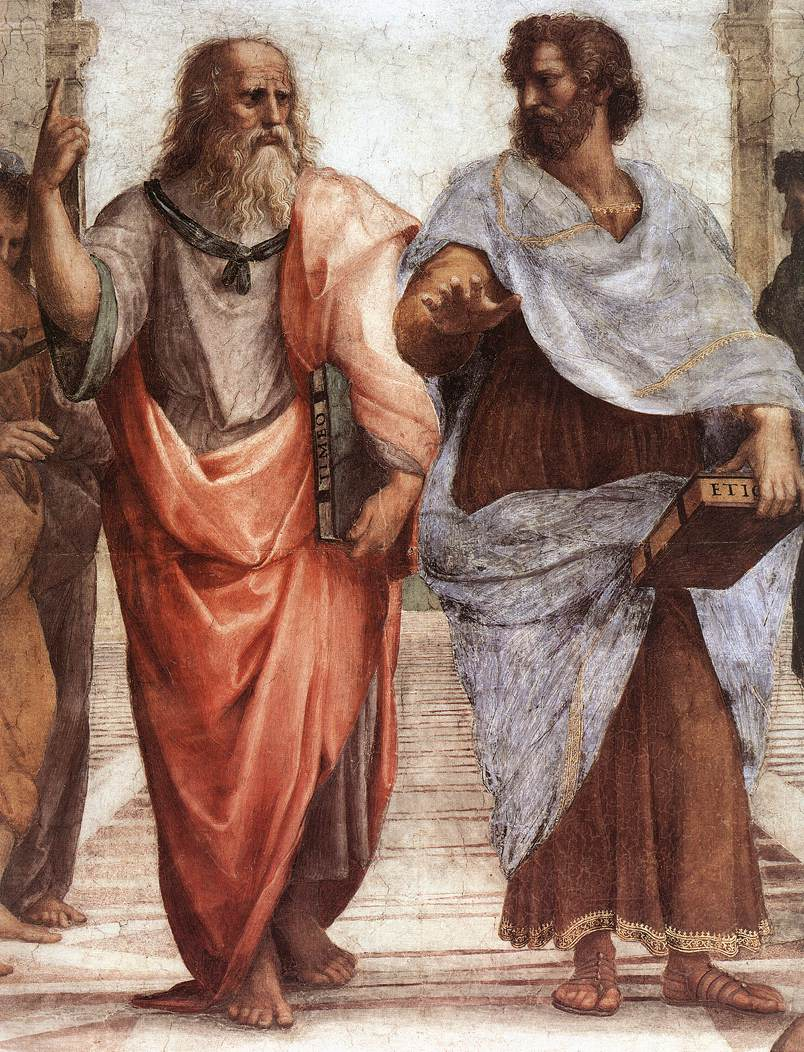
Platon och Aristoteles. Skolan i Aten

## Renäsansens inflytande och evolutionsteorin
Under renässansen och upplysningen började Scala Naturae ifrågasättas. Charles Darwin, Alfred Russel Wallace, Stephen Jay Gould, och andra evolutionsbiologer visade att livet inte är statiskt och hierarkiskt utan dynamiskt och föränderligt. Idén om en strikt hierarki mellan arter ersattes av en förståelse för evolutionens träd, där alla organismer är sammankopplade genom gemensamt ursprung. Scala Naturae har idag begränsat vetenskapligt värde men lever vidare i populära missförstånd, där vissa arter fortfarande ses som “mindre utvecklade” än andra. Inom etiken och miljöfilosofin kritiseras konceptet ofta för att ha legitimerat exploatering av djur och natur. Vår förståelse av evolutionens mönster och processer präglas idag mer av betydelsen av slumpmässiga händelser och massutdöenden i evolutionens historia, vilket rimmar illa med Scala Naturae.

### Religion och medvetande
Tanken är numera förkastad men lever fortfarande kvar i det allmänna medvetandet. Tanken har använts som en motivering för slaveri och ojämlik behandling av människor från "lägre stående" raser. 

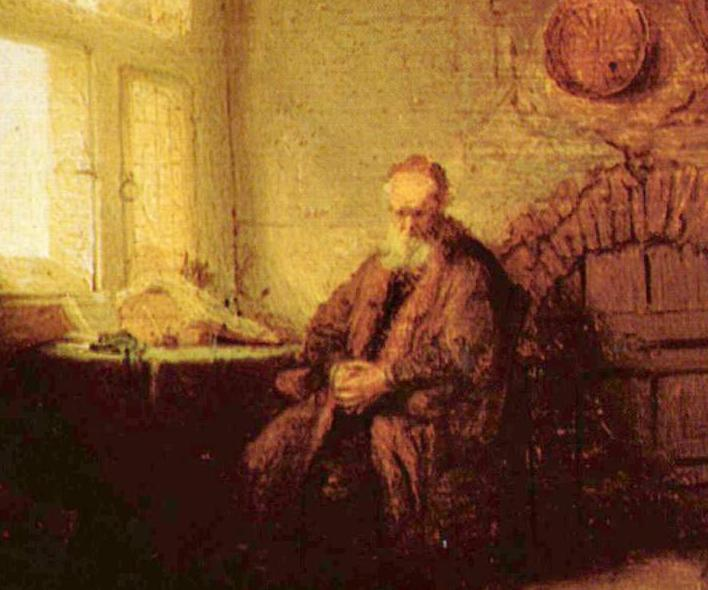
Rembrandt, Filosof i kontemplation.

Samtidigt fortsätter idén om en hierarkisk organisation att inspirera inom kulturella och filosofiska sammanhang, som i diskussioner om medvetandets komplexitet eller universums struktur. Idén om en enkel hierarki var tilltalande eftersom den gav en tydlig och lättförståelig bild av naturlig ordning. Människan har länge haft en tendens att se sig själva som centrum för universum. Scala Naturae speglade denna antropocentriska syn genom att placera människan högst upp i hierarkin. För många passade Scala Naturae även väl in i religiösa övertygelser om en skapelseordning och människans unika ställning i den.